# Laura Gundersen

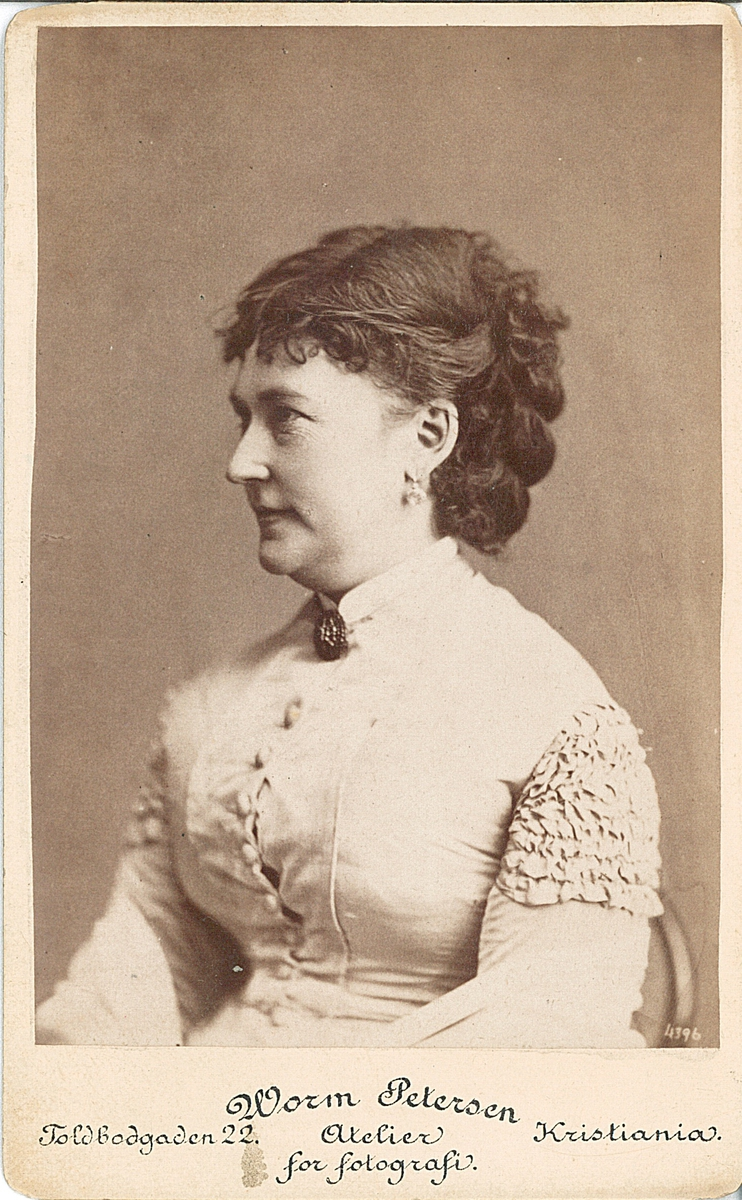
Laura Gundersen um 1880/85

Laura Sofie Coucheron Gundersen, geborene Svendsen (geboren am 27. Mai 1833 in Bergen; gestorben am 25. Dezember 1898 in Kristiania) war eine norwegische Sängerin und Schauspielerin.

## Leben
Svendsen war das jüngste der acht Kinder des Kaufmanns und späteren Lehrers Jacob Buchmann Svendsen (1792–1840) und dessen Frau Beate Marie (geborene Coucheron, 1799 – 21. November 1837) Als sie noch klein war, verlor sie beide Eltern und kam im Alter von 8 Jahren in die Obhut von Frau Møllerup. Im Alter von 16 oder 17 Jahren kam sie nach Kristiania, wo sie 1849 als Chorsängerin einer italienischen Theatergruppe mitwirkte. Ehe sie ihre Karriere begann, nahm sie Unterricht bei dem dänischen Schauspieler Carl Hagen. Ihr Debüt als Schauspielerin gab sie am 8. Januar 1850 am Christiania Theater als „Regisse“ in der dänischen romantischen Tragödie Svend Dyrings Hus von Henrik Hertz. Da das Theater bis dahin rein in dänischer Sprache aufgeführt wurde und sie die erste Schauspielerin war, die auf Norwegisch spielte, wurde sie später als norwegisch Norsk Theaters Mor ‚Mutter des norwegischen Theaters‘ bezeichnet. Sie war insbesondere im Bereich der Tragödien tätig und bekam bald Hauptrollen in Dramen von William Shakespeare, Henrik Ibsen oder Bjørnstjerne Bjørnson. Sie spielte die „Hermione“ in En vintersaga (William Shakespeare, Das Wintermärchen), „Arria“ in Arria och Messalina (Adolf von Wilbrandt Arria und Messalina), „Hjördis“ in Hærmändene på Helgeland (Henrik Ibsen, Die Helden auf Helgeland) und weitere Rollen.

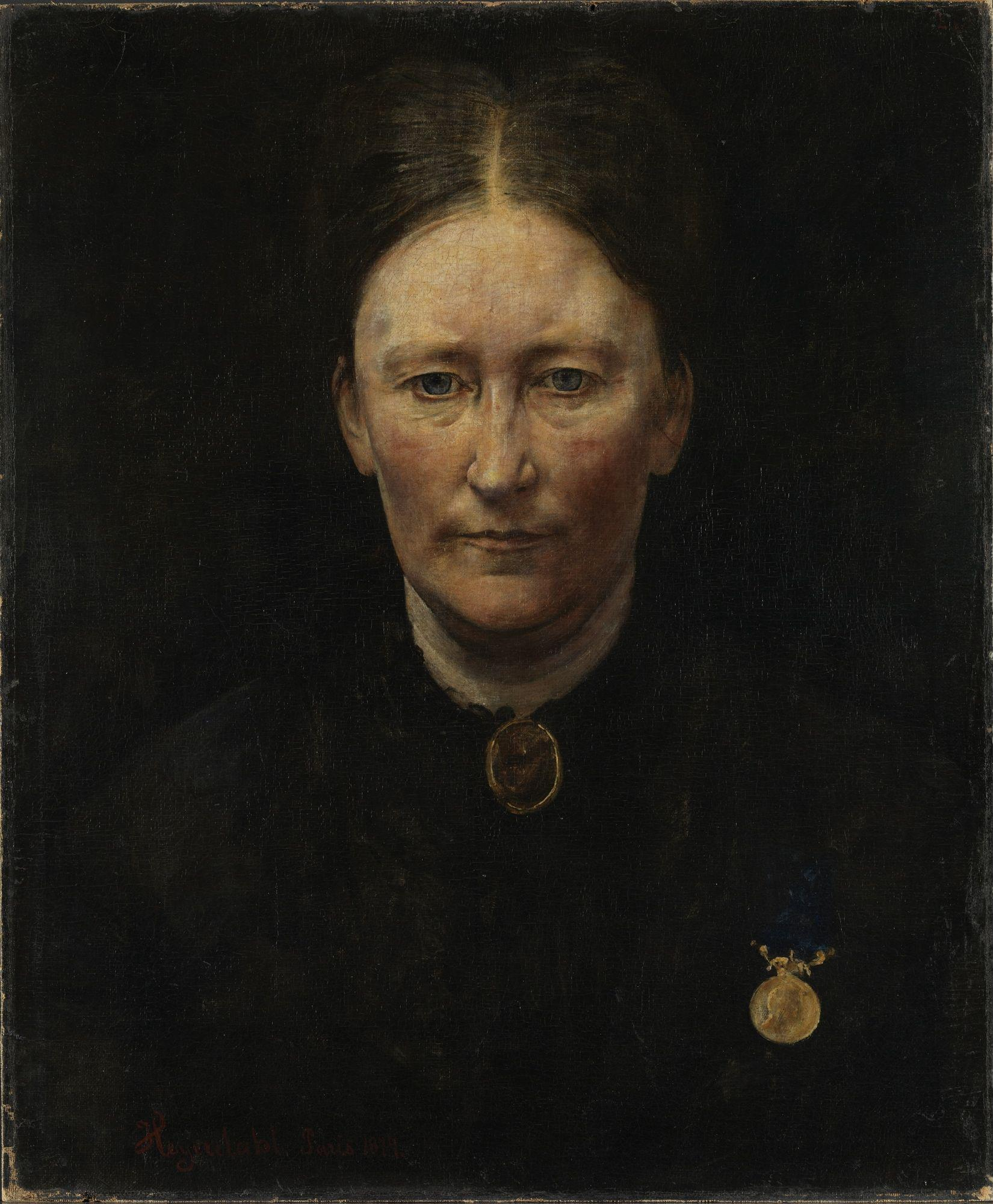
Ölgemälde von Hans Heyerdahl

Die Malerin Aasta Hansteen fertigte 1867 eine Porträtzeichnung von ihr an. Auch der Maler Hans Heyerdahl fertigte ein Porträt, das auf der Weltausstellung in Paris zu sehen war. Sie war seit einigen Jahren mit Ole Richter verlobt, der später norwegischer Staatsminister in Stockholm wurde. Diese Beziehung endete, als sie sich in den zehn Jahre jüngeren Schauspieler und Charakterdarsteller Sigvard Gundersen verliebte, der seit Kurzem zum Ensemble des Theaters gehörte.
Am 2. Mai 1864 heiratete sie Sigvard Emil Gundersen (8. November 1842 – 29. November 1904), der ursprünglich eine Militärlaufbahn einschlagen sollte. Er debütierte 1862 am Nationaltheatret in der Rolle des „Ingomar“ in dem Stück Örkenens sön und spielte „Lord Bothwell“ in Bjørnsons Werk Maria Stuart i Skottland. Im Jahr 1868 war sie in mehreren Rollen am Königlichen Theater in Kopenhagen zu sehen. Sie trat oftmals gemeinsam mit ihrem Ehemann auf. In den Jahren 1870 bis 1872 war sie Bjørnstjerne Bjørnson an dessen norwegisches „Møllergadens Theater“ gefolgt, kehrte danach jedoch wieder an das Christiania Theater zurück. Da sie jedoch neben den Tragischen Fach kein anderes wirklich beherrschte und es ihr zudem schwer fiel sich an den Wandel des Schauspiels vom idealistischen hin zum individualistischen oder realistischen Stil anzupassen, wurden ihre Rollen weniger. Wenn sie sich nicht mit dieser identifizieren konnte, gab sie sich wenig Mühe mit der Interpretation und brachte dadurch auch ihre Mitdarsteller in Schwierigkeiten. Sie hatte bald den Ruf sehr launisch zu sein.
Gundersen galt in ihrem Freundeskreis als bescheiden, geistreich und intelligent. Bjørnstjerne Bjørnson widmete ihr das Gedicht Bergljot, das sie 1885 als erste zur Musik von Edvard Grieg rezitierte. Im Alter von 57 Jahren trat sie noch einmal in dem Stück Fruen fra havet (Die Frau vom Meer) von Ibsen auf und spielte die Rolle der „Ellida Wangel“ bei der Uraufführung im Jahr 1889. Als sie im August 1898 von einem Urlaub in Sætersdalen zurückkam, sah sie sehr blass aus und war geschwächt. Ihren letzten Auftritt hatte sie am 29. September. Sie starb ein Jahr vor der Eröffnung des Nationaltheaters. Welche Bedeutung sie für das Schauspiel hatte, ist daran abzulesen, dass sich im Foyer des Theaters eine Marmorstatue befindet, die sie in ihrer Rolle als „Hjördis“ zeigt.

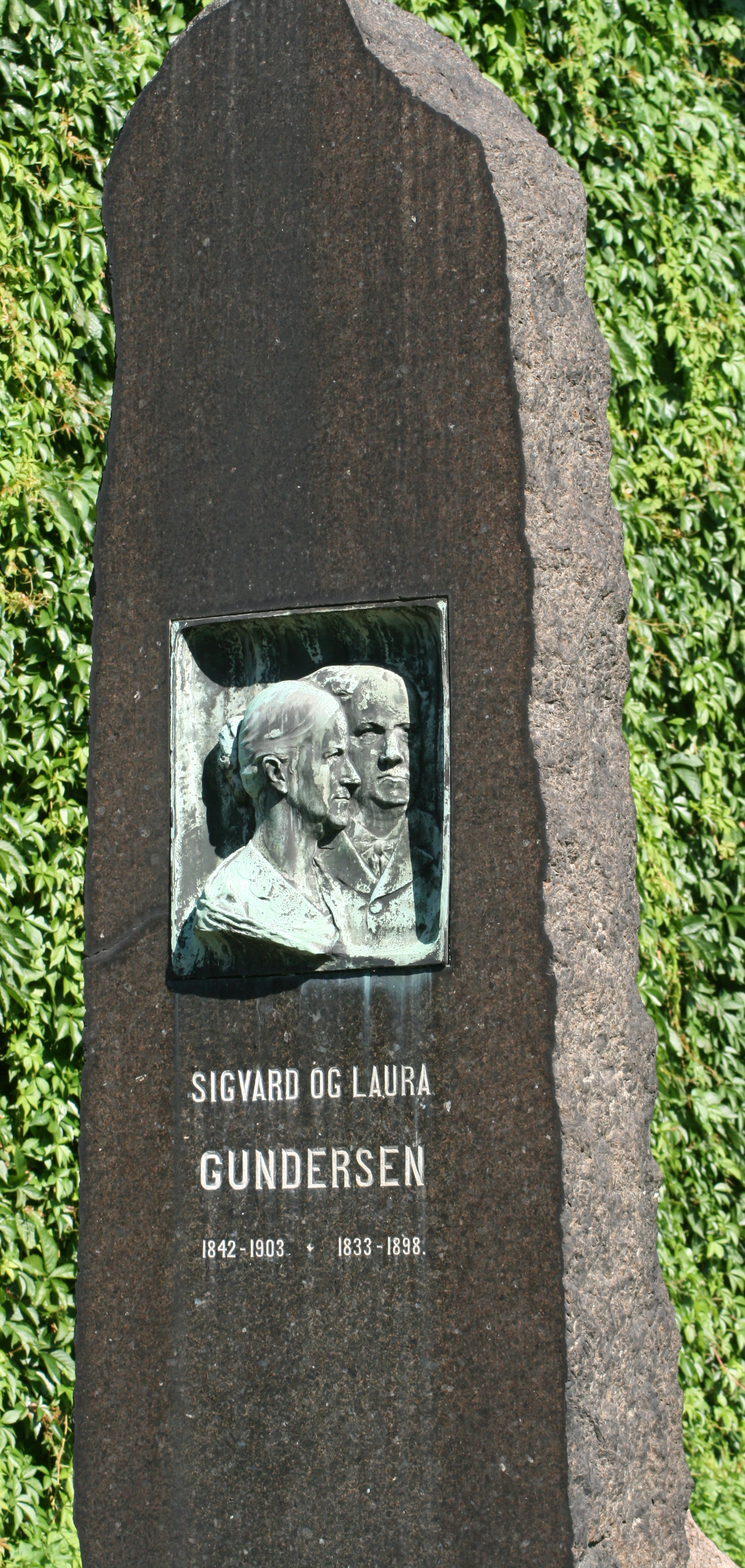
Grabstein der Gendersens

Laura und Sigvard Gundersen wurden auf dem Vår Frelsers Gravlund in Oslo beigesetzt.

## Rollen (Auswahl)
- „Hjørdis“ in Hærmennen på Helgeland (Ibsen)
- „Frau Inger“ in Frau Inger auf Östrot (1855, Fru Inger til Østråt)
- „Lady Macbeth“ in Macbeth (Shakespeare)
- „Portia“ in Der Kaufmann von Venedig
- „Julia“ in Romeo und Julia
- „Ophelia“ in Hamlet
- „Desdemona“ in Othello
- „Gretchen“ in Faust (Goethe)

Am Königlichen Theater in Kopenhagen
- „Maria Stuart“ in Maria Stuart i Skotland (1868–1869)
- „Hermione“ in En vintersaga (1868–1869)

## Ehrungen
- Anlässlich ihres 25-jährigen Bühnenjubiläums 1875 erhielt sie
  - am 8. Januar von ihren Freunden und Bewunderern einen goldenen Lorbeerkranz, in den die Namen ihrer bedeutendsten Rollen eingraviert waren. Nach ihrem Tod wurde diese Auszeichnung von ihrem Mann dem Museum für Kunst und Industrie (norwegisch Kunst- og Industrimuseet) überlassen.
  - am 16. Januar die Medaille „Litteris et Artibus“, die ihr anlässlich einer Feierlichkeit in der Freimaurerloge mit 300 geladenen Gästen überreicht wurde.[5]
- 1880 wurde eine Marmorbüste von ihr auf einem Ebenholzsockel im Foyer des Christiania Theaters ausgestellt, die der Bildhauer Mathias Severin Berntsen Skeibrok geschaffen hatte.[6]
- 1899 im Foyer des neu eröffneten Nationaltheatret eine Marmorstatue,[7] die sie in ihrer Rolle als „Hjördis“ zeigt. Diese hatte der Bildhauer Stefan Abel Sinding, Bruder des Malers Otto Ludvig Sinding und des Komponisten Christian August Sinding, geschaffen.
- Sowohl in Oslo als auch in Bergen gibt es eine „Laura Gundersens gate“ (Laura-Gundersen-Straße), die nach ihr benannt wurde.